# Dolní Libina
Dolní Libina (německy Böhmisch Liebau) je jižní část obce Libina v okrese Šumperk. Prochází zde silnice II/446. V roce 2009 zde bylo evidováno 180 adres. V roce 2001 zde trvale žilo 525 obyvatel.
Dolní Libina je také název katastrálního území o rozloze 7,24 km2.

## Historie
První písemná zmínka o obci pochází z roku 1344. Původně se nazývala Moravská Libina.

## Pamětihodnosti
- Socha sv. Jana Nepomuckého